# Isaac Beeckman
Isaac Beeckman (* 10. Dezember 1588 in Middelburg; † 19. Mai 1637 in Dordrecht) war ein niederländischer Philosoph und Wissenschaftler.
Beeckman wurde in Middelburg geboren. Er studierte Literatur und Philosophie in Leiden und vollendete 1618 ein Medizinstudium in Caen. Nachdem er für kurze Zeit im Geschäft seines Vaters gearbeitet hatte, wurde er Konrektor in Utrecht und später in Rotterdam. 1627 wurde er Rektor der Lateinschule Dordrecht. Er starb dort im Alter von 48 Jahren.
Beeckman war Student von Simon Stevin. Er war Lehrer von Johan de Witt und eng mit René Descartes befreundet, der ihm sein erstes Buch Musicae compendium widmete. Später zerstritten sie sich über die Frage, ob Beeckman für die mathematischen Erkenntnisse Descartes’ mitverantwortlich war. Zu dieser Zeit wurde Beeckman zu den gelehrtesten Personen Europas gezählt.

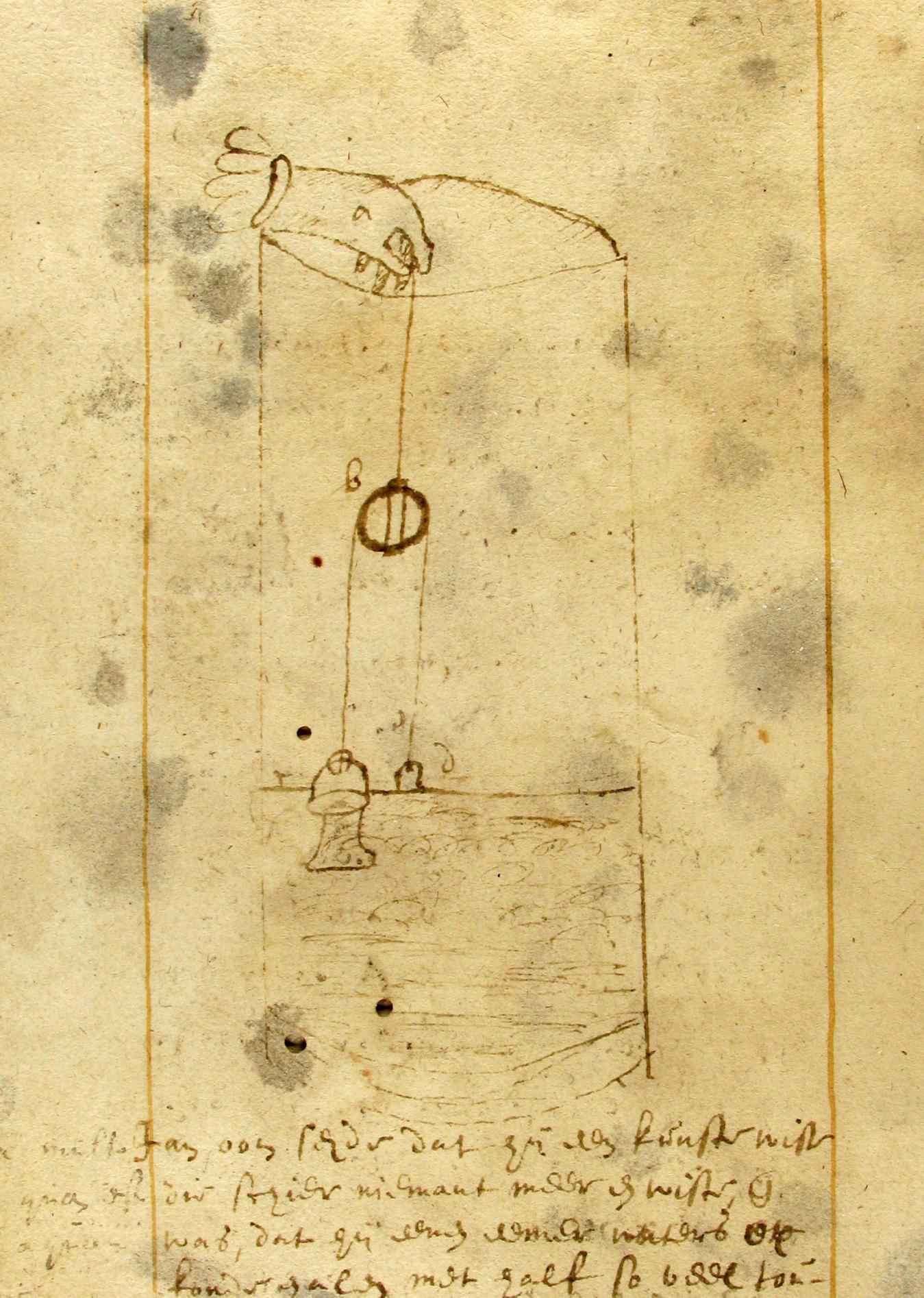
Tagebuchaufzeichnung vom 18. Juli 1612

1905 wurde sein Tagebuch im Stadtarchiv Middelburg entdeckt und später veröffentlicht.